# Mononatriumglutamaat
Mononatriumglutamaat (MNG) (Engels: monosodium glutamate (MSG)) is het mononatriumzout van glutaminezuur. Glutaminezuur is een van de in de natuur meest voorkomende niet-essentieel fundamentele aminozuren waaruit eiwitten zijn opgebouwd. MNG komt voor in tomaten, parmezaanse kaas, aardappelen, paddenstoelen en andere groenten en fruit. In vrije vorm heeft MNG een hartige smaak en wordt daardoor gebruikt als smaakversterker in bijvoorbeeld soepen, vleesproducten en zoutjes. In de Aziatische keuken, met name de Chinese keuken, is MNG beter bekend als ve-tsin.

## Chemische eigenschappen
Mononatriumglutamaat is het mononatriumzout van glutaminezuur (een van de fundamentele aminozuren waaruit eiwitten bestaan). In zuivere vorm is MNG een wit kristallijn poeder. Het lost makkelijk op in water en dissocieert dan in vrije natrium- en glutamaat-ionen. Het grootste onderdeel van het MNG-molecuul is het aminozuur glutamaat, het anion van glutaminezuur. Glutaminezuur is een bouwstof van eiwitten.
Glutamaat wordt ook als monomeer in het lichaam gebruikt, namelijk in de zenuwen, waarin het gebruikt wordt als neurotransmitter. Hierbij heeft het een exciterende (stimulerende) werking op de post-synaptische neuronen (zenuwcellen). Er zijn drie soorten receptoren voor glutamaat, waaronder de NMDA-receptor (N-methyl-D-aspartaat), die met name aanwezig is in de hippocampus.

## Toepassingen en smaak
MNG is in 1908 geïsoleerd door Kikune Ikeda (1864 – 1936) uit Tokio. Ikeda classificeerde zijn bevinding als de vijfde van de primaire smaken en noemde die "umami".
Glutamaat (de zuurrest van glutaminezuur) komt van nature in veel voedingsmiddelen voor aangezien glutaminezuur een fundamentele bouwstof van een eiwit is. Voorbeelden zijn tomaten, gefermenteerde sojaproducten, oude kaas en gistextract. Kleinere hoeveelheden zitten in paddenstoelen, Parmezaanse kaas, moedermelk, pinda's en blauwschimmelkaas. In onder meer de hierboven genoemde voedingsmiddelen ontstaat het vrije glutamaat als afbraakproduct van eiwitten. Oude kaas, waarin het afbraakproces van de eiwitten langer heeft geduurd, bevat meer vrij glutamaat dan jonge kaas. Hierdoor smaakt oude kaas meer "umami", oftewel "hartiger". Glutaminezuur wordt ook geproduceerd door bacteriën, zoals stammen van de Micrococcus glutamicus. Deze voeden zich met ammoniak en suikers en scheiden glutaminezuur uit. Het glutaminezuur wordt daarna gefilterd, geconcentreerd en gekristalliseerd. Van oorsprong wordt ve-tsin in Japan uit gefermenteerd zeewier bereid.
Natriumglutamaat wordt in toenemende mate toegepast in vleesproducten zoals worst, in zoutjes, drinkbouillons, et cetera. Volgens France Bellisle, voormalig onderzoekshoofd bij het Institut National de la Recherche Agronomique, die onderzoek naar MNG heeft gedaan, kan de toevoeging van deze smaakversterker de eetlust voor bepaalde voedingsproducten bevorderen. Meestal bedraagt de concentratie natriumglutamaat 0,2 tot 0,5 %. Hogere concentraties geven een zoete smaak. Hogere concentraties komen voor in voedingsmiddelen, zoals de genoemde oude kaas en tomaten (tot 5% glutaminezuur in sommige rassen). Met twee andere stoffen, inosinaat en guanylaat, treden coöperatieve effecten op. Een mengsel van 95% mononatriumglutamaat en 5% natriuminosinaat (E631) levert bijvoorbeeld een tienmaal zo sterk smaakeffect op. 
De vermelding van de aanwezigheid van glutamaat in voorverpakt voedsel is verplicht, net als bij andere additieven. Het geldt niet voor voedsel dat in restaurants wordt geserveerd. Evenmin hoeft de aanwezigheid van MNG vermeld te worden voor die voedingsmiddelen en producten waar (vrij) glutamaat in hoge hoeveelheden van nature in voorkomt.

## Voedselveiligheid
Mononatriumglutamaat wordt beschouwd als een veilig voedingsadditief door zowel Europese Autoriteit voor voedselveiligheid, de European Food Information Council, het Voedingscentrum en de Amerikaanse Food and Drug Administration. Ook in de meeste andere landen, waaronder Australië en Nieuw-Zeeland, wordt MNG als veilig beschouwd en toegestaan als voedingsadditief. In Noord-Amerika is geen maximum gesteld. Binnen de Europese Unie is MNG beperkt toegestaan als voedingsadditief en wordt als toegelaten voedingsadditief aangeduid met het E-nummer E621. De Europese Autoriteit voor Voedselveiligheid (EFSA) heeft in juli 2017 een opinie gepubliceerd waarin zij een aanvaardbare dagelijkse inname van 30 milligram per kilogram lichaamsgewicht per dag adviseert voor zes glutamaat additieven samen (E620 t/m E625). Het was het panel opgevallen dat blootstelling aan glutamaten boven de geadviseerde ADI uitkomt en zelfs boven doseringen waarbij negatieve effecten voor de gezondheid bekend zijn. EFSA stuurt aan op een verlaging van het huidige maximum, dat ligt op 10 gram per kg product voor glutaminezuur (E 620), alleen of in combinatie.
Omdat het natriumgehalte in keukenzout driemaal zo hoog is als in MNG zijn er voordelen voor een natrium-armer dieet als MNG wordt gebruikt als een smaakversterker in plaats van keukenzout.

### Onveiligheid gesuggereerd
Ondanks het bovenstaande is MNG regelmatig in relatie gebracht met ziektesymptomen. Hiervoor is onvoldoende bewijs, of er is inmiddels het tegendeel van bewezen. 
In 1968 suggereerde Robert Ho Man Kwok in een brief in het prestigieuze medische tijdschrift New England Journal of Medicine dat MNG, dat gebruikt wordt door Chinese koks als smaakversterker in de vorm van ve-tsin, mogelijk verantwoordelijk kon zijn voor het zogenoemde 'Chinees-restaurantsyndroom' dat gekenmerkt werd door hoofdpijn, een opgeblazen gevoel en hartkloppingen na het eten in een Chinees restaurant, zoals sommige mensen rapporteerden. Het blad ontving hierop veel reacties met ervaringen van duizeligheid, druk en kloppingen in het hoofd en tintelingen. Wetenschappelijk onderzoek onder gecontroleerde omstandigheden heeft deze suggestie weerlegd.
De Amerikaanse neurochirurg Russell Blaylock is veelvuldig in de media gekomen met meldingen dat MNG verslavend en gevaarlijk zou zijn voor de hersenen. Voor deze beweringen is geen wetenschappelijk bewijs gevonden en de wetenschappelijke consensus is dat er geen effect is.
In 2008 publiceerden onderzoekers dat ze een positieve correlatie gevonden hadden tussen de inname van MNG en de Body Mass Index. Dit niet-experimentele onderzoek (dat is een onderzoek waarbij de onderzoeker geen variabele manipuleert) onder ruim 750 Chinese mannen en vrouwen kon geen causaal verband aantonen en is evenmin gerepliceerd. Een latere studie onder 1282 Chinese volwassenen vond geen correlatie.

## Commercialisatie
Het bedrijf Ajinomoto (味の素) werd opgericht om MNG in Japan op de markt te brengen; de zin “aji no moto” betekent "essentie van smaak".

## Alternatieve namen
- In het Chinees is het bekend als wèijīng, volgens de oude transcriptiemethode als ve tsin geschreven.
- In Korea wordt het mi-won genoemd.
- In Japan is een alternatieve, generieke naam voor de stof (omdat Ajinomoto een geregistreerd handelsmerk is) gurutamin san'natoriumu (グルタミン酸ナトリウム) letterlijk "glutamine zuur natrium" of "zout van glutaminezuur".